# Boulder Dash
Boulder Dash — компьютерная игра в жанре лабиринт, выпущенная в 1984 году для 8-битных компьютеров Atari. Впоследствии была портирована на другие платформы: Apple II, ZX Spectrum, Commodore 64, NES, Acorn Electron, Amstrad CPC, IBM PC и другие. Boulder Dash была разработана Питером Лиепой (англ. Peter Liepa) и Крисом Греем (англ. Chris Gray), изданием занималась компания First Star Software.

## Игровой процесс
В Boulder Dash игрок управляет персонажем по имени Рокфорд. Действие происходит в подземных пещерах, наполненных различными препятствиями. Валуны представляют собой одну из главных опасностей в игре, так как они могут скатываться и падать, создавая препятствия на пути Рокфорда.
Также встречаются амебы, бабочки и светлячки. Главная цель Рокфорда — собрать определенное количество драгоценных камней в каждой пещере за ограниченное время и найти выход, который появляется только после сбора необходимого количества камней. Персонаж должен избегать препятствий, не попадать под падающие камни и не оказаться запертым в ловушке.
Каждая пещера имеет свой уникальный дизайн и пять уровней сложности, что обеспечивает разнообразие игрового процесса.

## Разработка и выпуск
Boulder Dash портировалась в том числе и на игровые автоматы. Было разработано четыре таких автомата тремя разными компаниями.

## Влияние
Boulder Dash дало начало многим подобным играм. К официальной серии относятся Boulder Dash II (1985, First Star Software), Boulder Dash Construction Kit (1987, Epyx), Rockford (1988),  Boulder Dash EX (2002), Boulder Dash Xmas 2002 Edition (2002), GemJam Gold (2003), Boulder Dash — Treasure Pleasure (2003), Boulder Dash Vol. 1 (2009), Boulder Dash Vol. 2 (2010), Boulder Dash XL (2011), Boulder Dash XL (2012).
Известны игры с подобным игровым процессом, но не от создателей Boulder Dash. Среди них — Down to Earth, Earth Shaker, Supaplex и другие.

## Оценки и мнения
Журнал Computer and Video Games опубликовал рецензию на версию для ZX Spectrum. Рецензент отметил, что графика в игре адекватна, хотя и указал на проблему с медленной прокруткой экрана. Несмотря на это, обозреватель высоко оценил увлекательность и «невероятную играбельность» Boulder Dash.
| Иноязычные издания    | Иноязычные издания                                           |
| Издание               | Оценка                                                       |
| --------------------- | ------------------------------------------------------------ |
| CVG                   | 34/40 (ZX Spectrum) 97 % (ColecoVision) 36/40 (Commodore 64) |
| Sinclair User         | 5/10 (ZX Spectrum)                                           |
| Computer Games        | B+ (home computers)                                          |
| Home Computing Weekly | 5/5 (ZX Spectrum)                                            |